# Архітектура мая

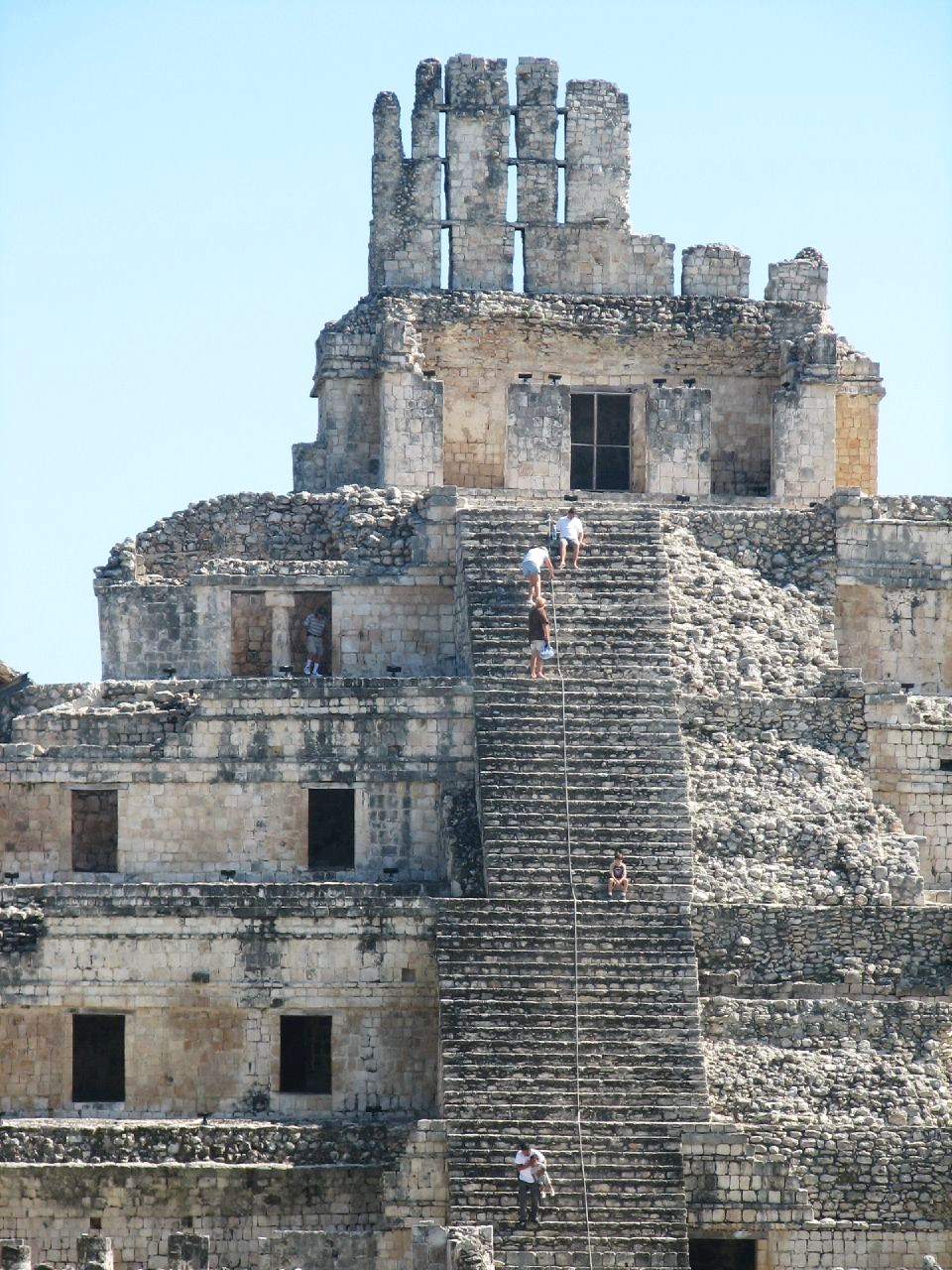
Руїни майського храму. Кампече. Мексика

Архітектура мая — сукупність різних стилів із зведення будівель різного призначення, що застосовувалися протягом існування міст-держав цивілізації мая. Обмежений вплив на неї мала архітектура тольтеків, ольмеків, Теотіуакана. Маянська архітектура має низку специфічних характеристик залежно від регіону, періоду і зовнішнього впливу.

## Матеріал
У державах мая будівництво споруд створювалося завдяки великим людським ресурсам. Широко використовувалися матеріали з навколишнього середовища, каміння і дерева. Каміння для будівництва видобувалося з місцевих копалин, проте досить часто його заміняв більш придатний і легкий в обробці вапняк. Вапняк використовували не тільки великими блоками, а й дрібний чи помолотий вапняк, який у такому стані набирав якості теперішнього цементу. В деяких містах, де бракувало каміння в будівництві використовувалася глина, дерево тощо.
Використовувався вапняний розчин. Для його приготування будівельники мая розтирали вапняк до тих пір, поки він не ставав порошком. У результаті вапняк перетворювався на кшталт цементу, який тісно скріплювався з каменями, з яких складалися стіни. Після того, як цемент застигав, його вкривали глазур'ю. Для цього брали кору дерева чоком і відмочували її в бочках, повних води. Цією сумішшю намазували стіни. Після висихання стіни були непроникні для дощу, з часом змінюючи колір на червоно-цегельний.

## Основні архітектурні форми
Основною рисою архітектури мая є намагання інтегрувати навколишнє середовище в дизайні міст і споруд: міста і будинки розташовані неподалік водоймищ і також у ключових місцях для астрономічних досліджень. У центрі міста як правило знаходилася піраміда, поруч з якою були розташовані інші менші піраміди, державні або релігійні споруди, майданчики для гри в м'яч та інші. На думку археологів більшість міст мая не будувалося за чітким планом, а дещо хаотично впродовж сторіч. Попри це, наявні будинки знаходились у чіткому співвідношенні до небесних тіл та інших астрономічних уявлень мая. Деякі археологи стверджують, що згідно з Довгим Календарем мая, в кінці кожного 52-річного циклу храми й піраміди часто перебудовувались. 

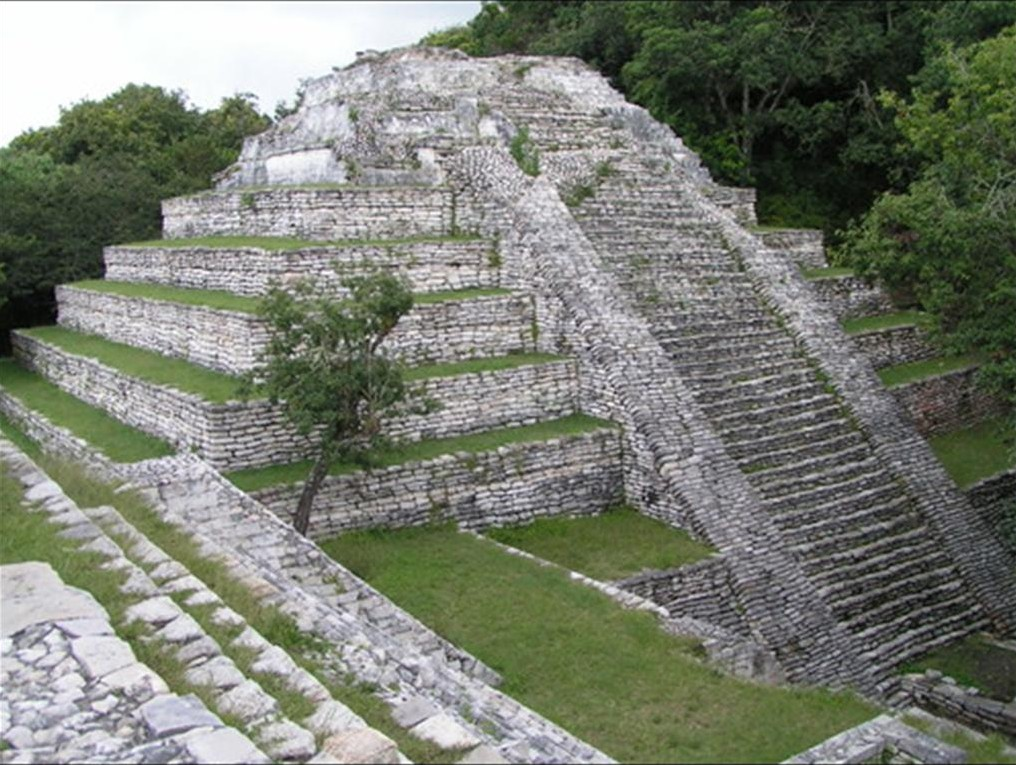
Е-група. Тенам-Пуенте

Також перебудови і зміни в архітектурі міст були частково впроваджені не тільки з огляду до відповідності астрономічним вимогам, а також і політичними, наприклад новим керівництвом міст або площі (відома як Е-група). Існує теорія, що ці комплекси насправді є обсерваторіями, тому що спостереження сонця в пірамідах завжди було напрочуд точним під час зимового та літнього сонцестояння.

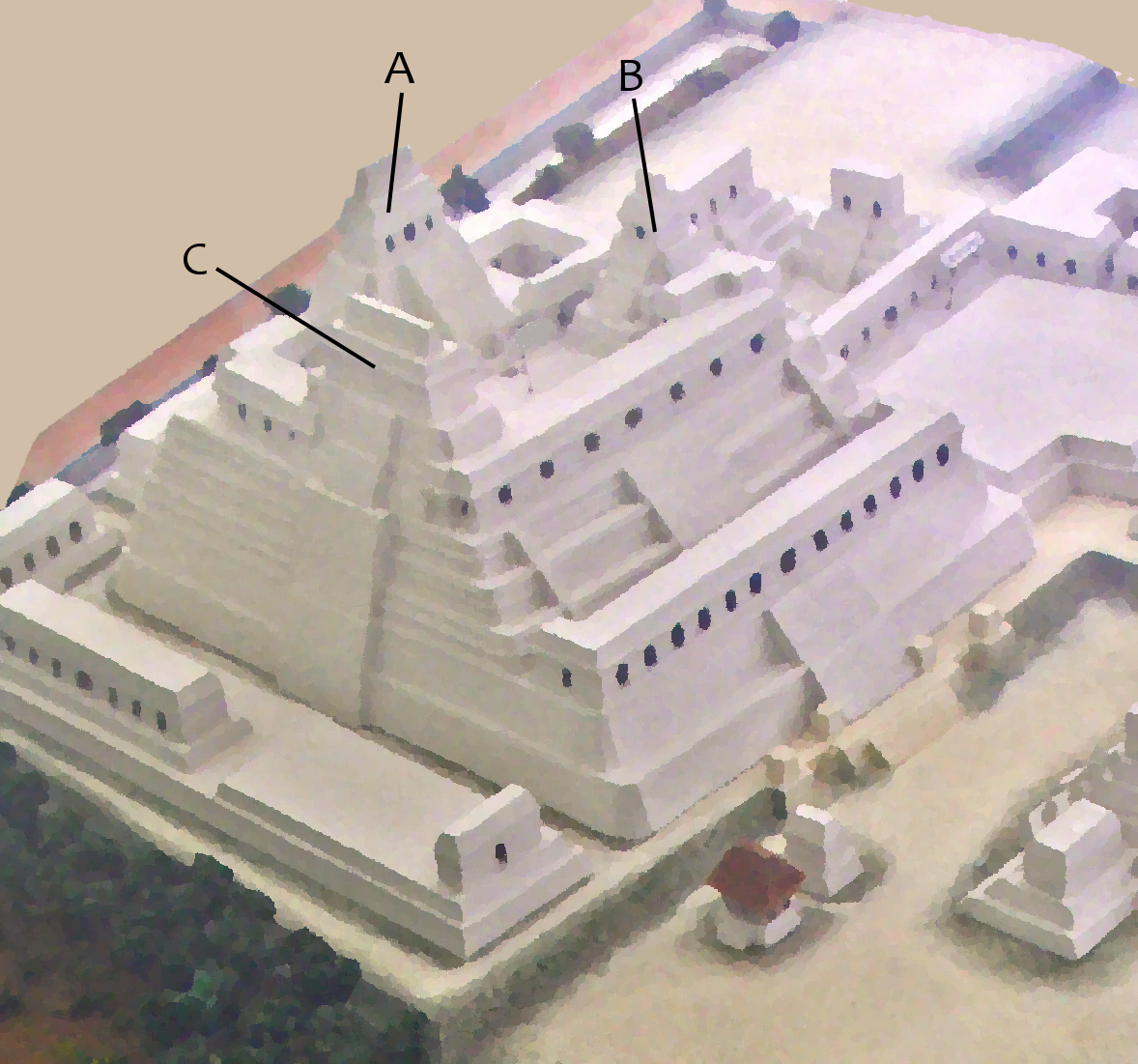
Тріадна група. Тікаль

Платформи для релігійних церемоній як правило будували з вапняку висотою менш ніж 4 метри. Більшість з них були оздоблені по боках рельєфними зображеннями фігур. Деякі вчені вважають, що тут виставлялися відрізані голови переможених ворогів, а також голови команди, яка програла гру в м'яч. Платформа з монументальними сходами, центральний корпус і стели з обох боків становили так звану тріадну групу.

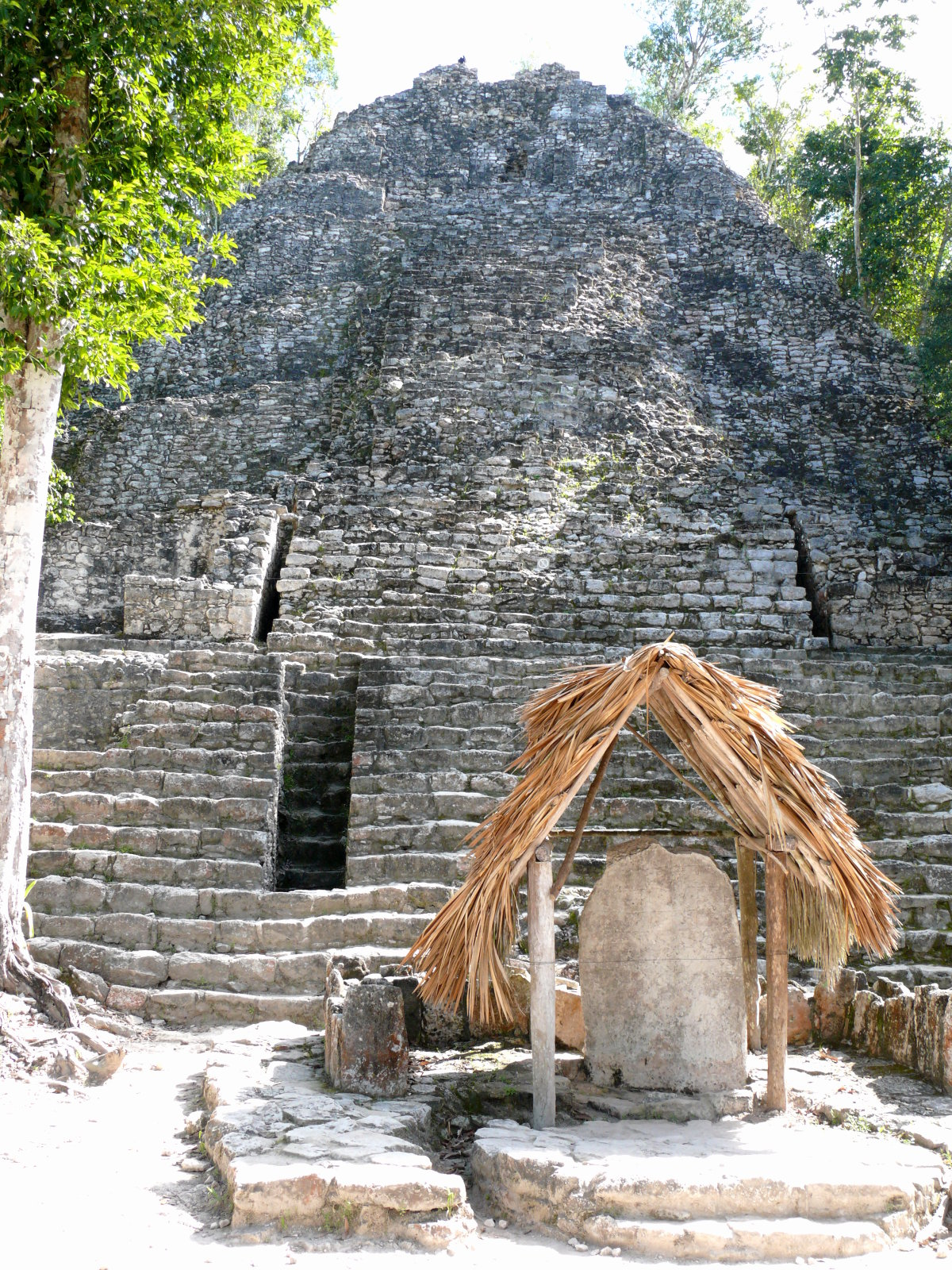
Піраміда. Коба

Піраміди і храми часто були найважливішими спорудами, розташованими на найвищому місці міста. Таке їх розташування (ніби ближче до небес) пояснюється тими релігійними функціями які вони відігравали. Останні дослідження вказують на те, що деякі піраміди використовувалися як місця захоронення, проте храми на них ніколи не мали могил. Крім чисто ритуальних цілей храмові піраміди використовувалися при необхідності для оборони від ворогів.
Храм докласичного періоду являв собою звичайну хатину з пальмовою покрівлею. В класичний період розвитку, починаючи з перших століть нашої ери, на зміну пальмової даху приходить кам'яне склепіння. Воно отримало назву хибної арки або маянського склепіння. Споруджувався шляхом зближення стін, починаючи з певної висоти. Ряди каменів при цьому накладалися один на інший так, щоб кожний наступний виступав над попереднім. Коли отвір угорі ставав зовсім невеликим, його закривали плитою. Будувався з каменю і не піддавався, на відміну від дерева, згубному і руйнівному впливу вологого тропічного клімату. Цей тип перекриттів забезпечував гострий кут зводу, більшу його висоту і величезну масивність стін, на які даний спирався. У той же час внутрішній, корисний об'єм будівель був дуже малий у порівнянні з зовнішнім. Через хибне склепіння архітектурні споруди мали невелику ширину приміщень при достатній довжині. Віно дозволяло перекривати, в силу особливостей своєї конструкції, лише вузькі простори.

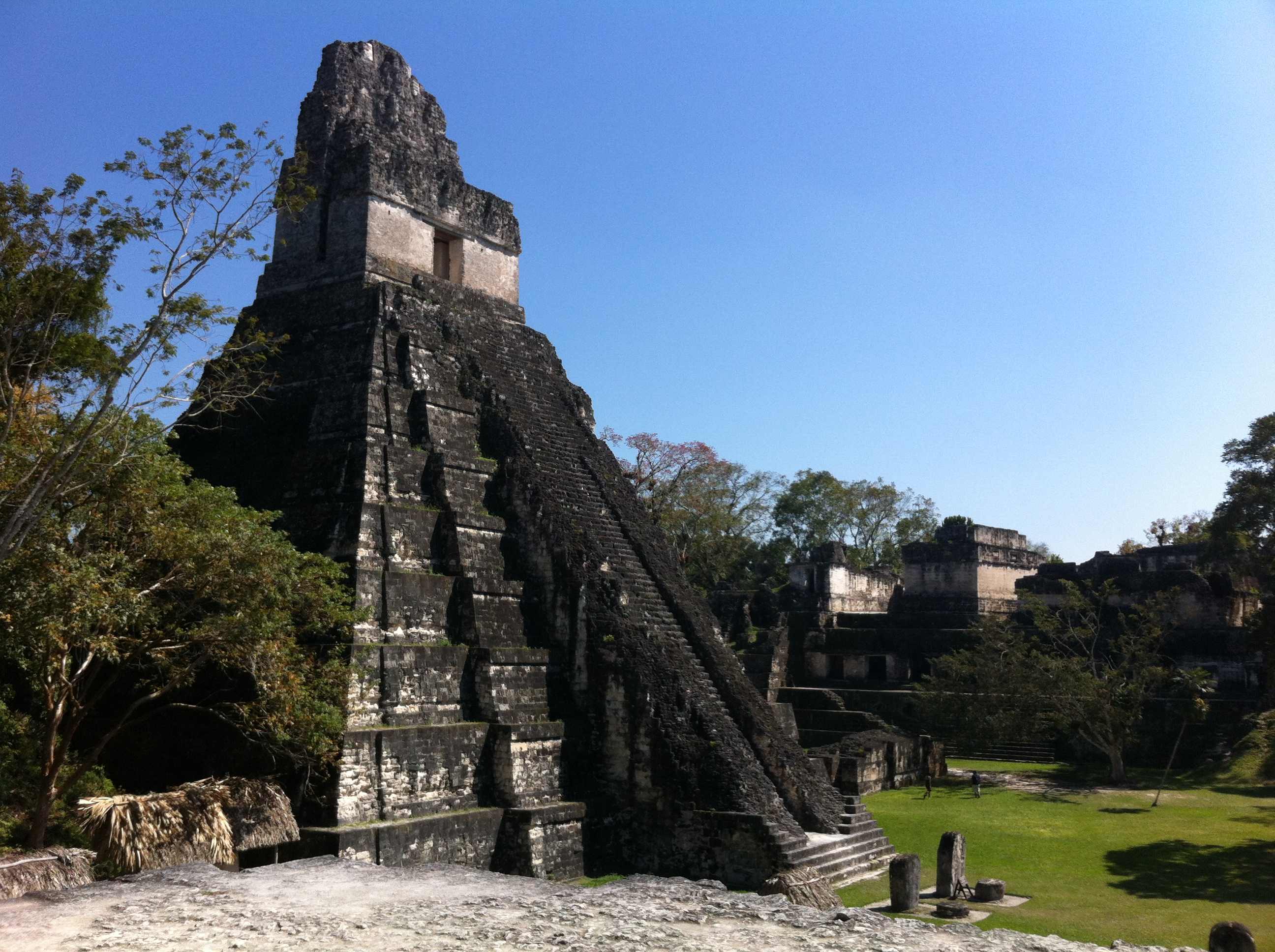
Храм в Тікалі

Деякі храми знаходилися на верхівці зрізаних чотиригранних пірамід і являли собою грандіозні, багато оздобленні споруди. Храм складався спочатку з однієї, а потім з двох або трьох кімнат. У святилищі піднімалися по дуже крутим і широким сходам, врізаним або виступаючим над схилом піраміди. Значна висота ступенів та їхня надзвичайно невелика глибина (що взагалі характерно для маянських сходів) обумовлювали повільне урочисте сходження релігійних процесій. У найбільш значних будівлях сходи розташовувалися по всіх чотирьох гранях стілобату (основи піраміди). Іноді вони членувалися майданчиками на кілька прольотів, а краї були облямовані балюстрадами.
На пласких дахах храмів часто споруджувалося своєрідну споруду, що отримало в археологічній науці назву покрівельного гребеня. Воно мало чотири стіни, що сходилися під гострим кутом так, що всередині утворювалися порожнечі, подібні крихітним кімнатках. Ніякого конструктивного значення такі гребені не мали і будувалися лише в суто декоративних цілях, щоб святині мав на своїй вершині щось подібне шпиля. Також на верхівках храмів встановлювалися скульптурні зображення вождів, за якими можна було спостерігати навіть з далекої відстані і поза рослинністю джунглів. У одній з недавно виявлених печер археологи знайшли мощену дорогу завдовжки 90 м, яка закінчується біля колони, що стоїть на березі водоймища.
Обсерваторії. Мая мали досить глибокі знання з астрономії і багато їхніх споруд знаходилися відповідно до розташування відомих їм небесних тіл. Хоча так називають деякі будівлі і храми, вчені вважають, що більшість споруд так чи інакше розташовані у співвідношенні до небесних тіл. Майданчики для гри в м'яч були невід'ємною частиною цивілізації мая, Ця гра була поширена не тільки серед мая, але й по всій Месоамериці. Ці майданчики знаходять майже всюди в ареалі розповсюдження мая. Деякі з цих споруд мають з двох боків сходи до церемоніальних майданчиків або малих пірамід, де відбувалися релігійні служби або жертвопринесення по закінченню гри.

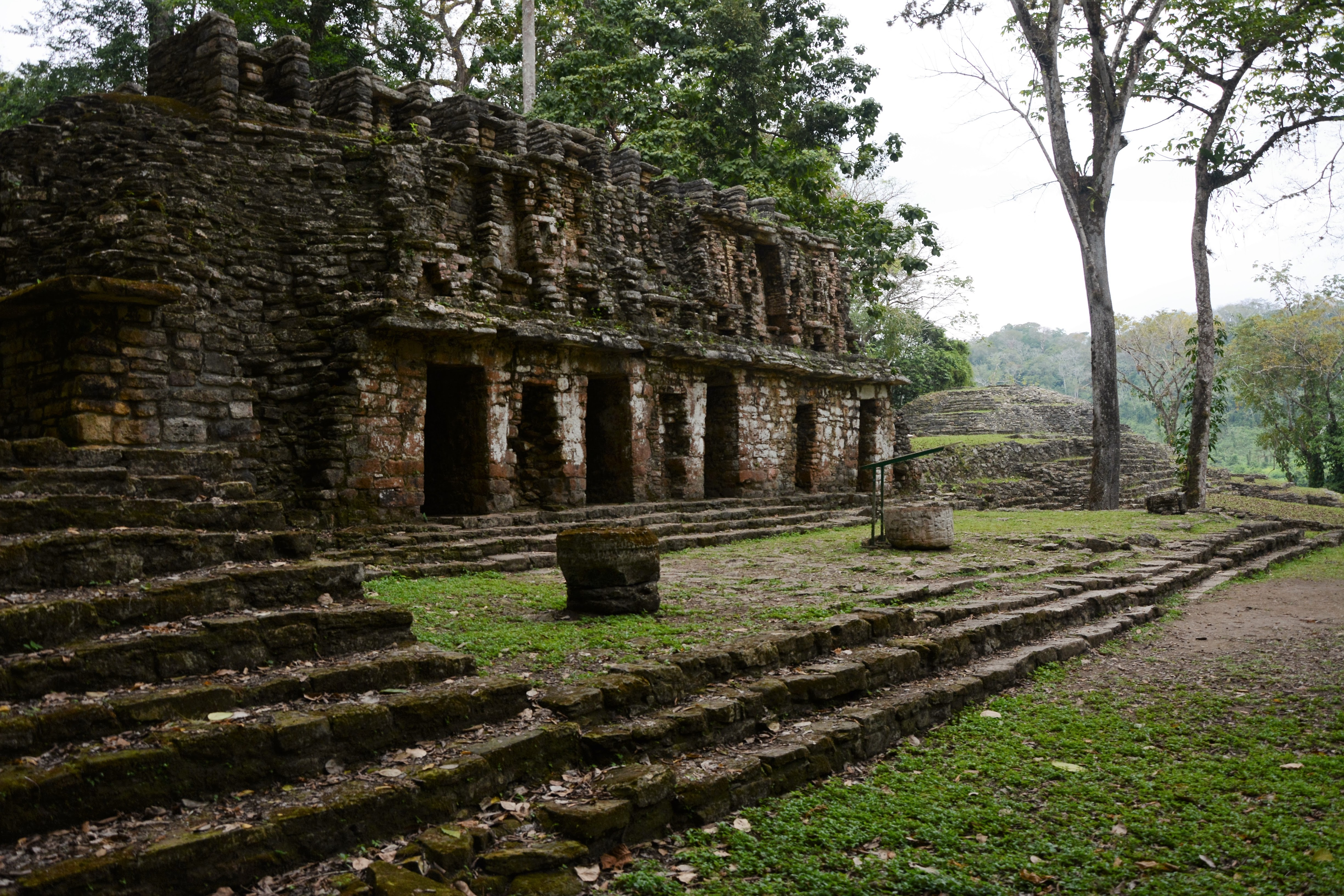
Палац. Яшчилан

Палаци як правило являли собою великі будівлі з багатим оздобленням і знаходились ближче до центру міста. Частіше за все палаци були одноповерховими з внутрішнім подвір'ям, оздобленням і прикрасами згідно зі статусом володаря будинку.

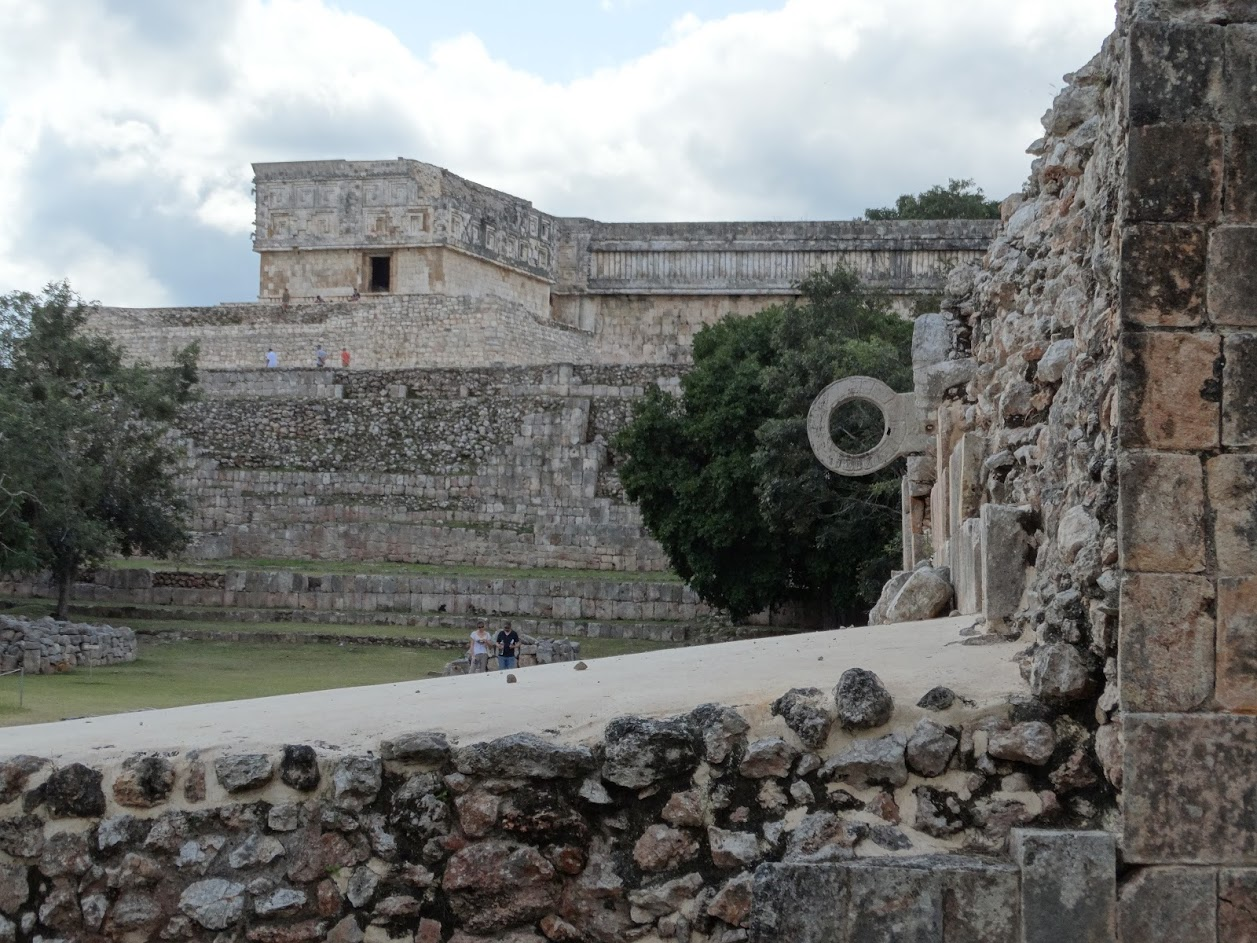
Частина стадіону для гри у м'яч. Ушмаль

«Стадіони»-майданчики для гри у м'яч. У їхніх структурі й оформленні в різні хронологічні періоди і в різних областях спостерігаються локальні особливості. Поле найбільш давнього маянського «стадіону», розкопаного в Копані, розташовувалося у вигляді вузької, викладеної стукко смуги між двома невисокими пірамідами. На їхніх верхівках височіли легкі навіси на стовпах, пізніше змінені кам'яними будівлями, присвяченими божествам-покровителям гри. Усередині — на платформах розміщувалися лавки для уболівальників. Сторони пірамід, звернені до ігрової смуги, були гладенькими. Біля верхнього краю кожної з них вертикально встановлювалося по 3 скульптурних зображення голови папуги. Вони слугували цілями для удару м'яча. Своєрідні мітки у вигляді вправлених в стукко кам'яних, вкритих рельєфом плит круглої або квадратної форми, розташовувалися і на самому ігровому майданчику. Ці мітки (маркери) визначали розстановку гравців. Відомі випадки, коли будувалися здвоєні та потроєні стадіони. Вони були прикрашені скульптурами, на думку низки дослідників, для використання під час гри. Також на майданчиках були кільця, що з'явилися під впливом культури тольтеків.

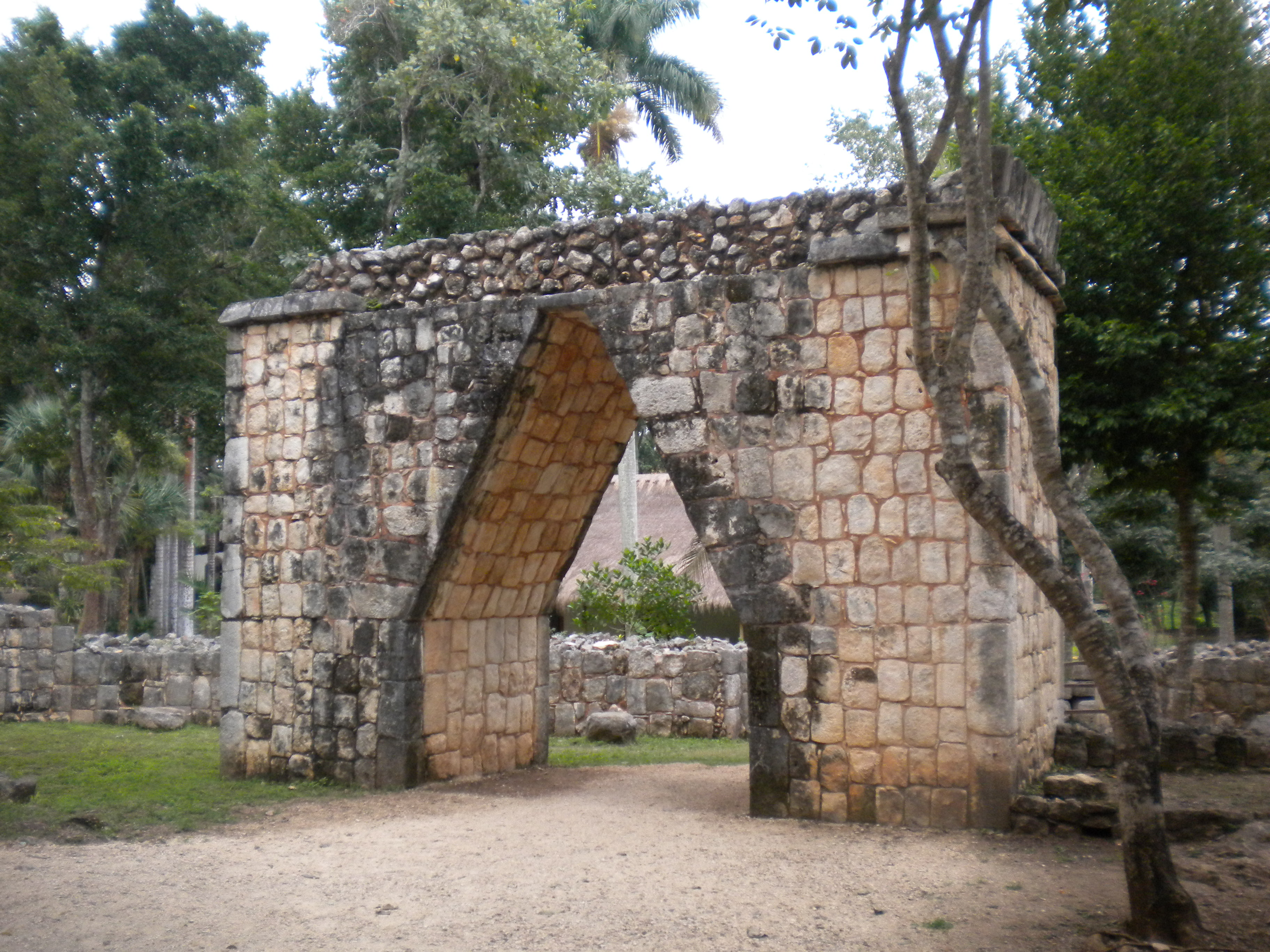
Арка в Чичен-Іці

Тріумфальні або церемоніальні арки (ворота) були особливим видом монументальних споруд у мая. Вони являють собою ізольовану стоячу стіну з великим склепінним прорізом в середині. Верх стіни прикрашений ґратчастими наскрізними гребенями. Ведуть вони зазвичай на площу або великий двір.

## Міська забудова і планування
Планування маянських міст значною мірою залежало від природних умов, що насамперед позначилося на характері розташування центрального ансамблю. У широких річкових долинах і на рівнинах центр міста часто розташовувався на пагорбі (відомі випадки, коли використовувалося декілька пагорбів), що служив своєрідним акрополем. Інші розташовувалися у вузьких річкових долинах, межі яких були штучно вирівняні. Будівлі підносилися одна над одною, були споруджені на терасах. Центральні комплекси тут утворювали компактну масу будівель, тісно пов'язаних одна з одною спільними платформами, переходами і сходами. Післякласичні міста і поселення гірської частини зазвичай розміщувалися на вершинах високих пагорбів або на мису між двома ущелинами, таке їхнє становище визначалося насамперед військово-захисними цілями.
Переважно міста мая не були орієнтовані за сторонах світу (виняток представляє Сейбаль). Орієнтування будівель — досить постійне явище. Найчастіше воно було по осі північ-південь. Міста ділилися зазвичай на квартали (cuchteel)., їх було від 2 до 4. В класичний період зазвичай навколо них зводилися кам'яні стіни.
У архітектурній специфіці стародавніх міст мая — цілеспрямованому поділі їх на житлову, звичайну, центральну і церемоніальну частині, де були зосереджені храми та інші культові споруди, що вражали своєю монументальною величчю і пишнотою декоративного оздоблення, — відбилася соціальна сутність маянського суспільства, панівна роль в якому належала знатним родам і жрецтву.
Комплекс будов з палаців, храму та майданчику для гри оточував центральну площу і становив серцевину будь-якого міста мая. Велике місто могло включати декілька таких комплексів, що розташовувалися іноді на значній відстані один від одного. При тривалому існуванні міста його функціональний центр переміщався з одного комплексу в іншій. У центральній частині міста зазвичай перебували й інші споруди спеціального призначення: так звані обсерваторії і тріумфальні арки, парові лазні, платформи для культових церемоній.
Навколо монументального центру на більшій або меншій відстані перебували звичайні житлові будови. Реконструкція виявлених руїн житлових осель дозволяє представити їх у вигляді легких будівель з дерева, глини і плетеного очерету, що розташовувалися на невисокій платформі-базі. Основою для дому слугували кам'яна кладка або низка грубих, необроблених кругляків. Підлога в такому житлі робився з втрамбованої землі з дрібненим гравієм (саскаб), що вкривався вапном. Будинок мав прямокутну форму, іноді його торці закруглятися, не мав вікон, з 1 дверима, що виходили на схід. Хлібороби і рибалки зводили стіни з дерев'яних кілків, щільно притискаючи їх один до одного і зв'язуючи ліанами. Каркас даху розташовувався на 4 глибоко вкопані стовпах. Горизонтально покладені балки і поперечки індіанці вкривали листям пальми або сухою травою. Дах був двох типів: двосхилий і чотирьохсхильний. В будь-якому разі він завершувалася коником. На кухні жінки готували на «грилі», що складався з трьох каменів і більш. Коли вивішували гамаки, головний одномісний будинок перетворювався в спальню. Ці будови були житлами рядових членів суспільства. Окрім власної оселі, включав в себе колодязь, вбиральню, дитячу, сад і господарську кімнату-пральню (іспанці називали її batea), родинний цвинтар. Ділянка кожної родини була огороджена низьким парканом, складеним з каменів. 

## Архітектурні стилі
Поняття «архітектурні стилі» було введено на світанку маянської археології в I пол. XX ст. На думку археологів і мистецтвознавців, визначення стилів повинно було допомогти у визначенні по ареалу їх поширення кордонів політичних утворень. За винятком дуже яскравих стилів — Пуук, Ріо-Бек, Ченес — все інше зазвичай позначають, як загальний архітектурний «стиль мая» з окремими локальними варіаціями.
В залежності від періоду вирізняють: 1) докласичний і класичний; 2) післякласичний.
Стиль класичної епохи фактично один — регіональні і тимчасові відмінності лише в зовнішньому декорі, оформленні і невеликих конструктивних вишукуваннях, як, наприклад, довгі портики в Паленке. У IV—V ст. з'являється стиль талуд-таблеро, принесений теотіуаканцями. Архітектура докласичного Петена за сутністю нагадує класичний період, лише будівлі масивніше, менш витончені і присутній тип Храму-Тріади.
Посткласична архітектура Юкатана відрізняється від класичної. Відмінності викликані тимчасовими рамками і загальним занепадом культури в післякласичний час. Стиль Пуук — це один з небагатьох, що яскраво виділяється на Юкатані, аналогічно Ріо-Бек і Ченес. Вирізняють також мая-тольтекський стиль. На думку більшості дослідників він є запозиченням з Центральної Мексики і фактично в цьому стилі побудовано декілька будівель в Чичен-Іце (центру тольтекського панування), втім широкого поширення він не набув.

### Стиль Пуук

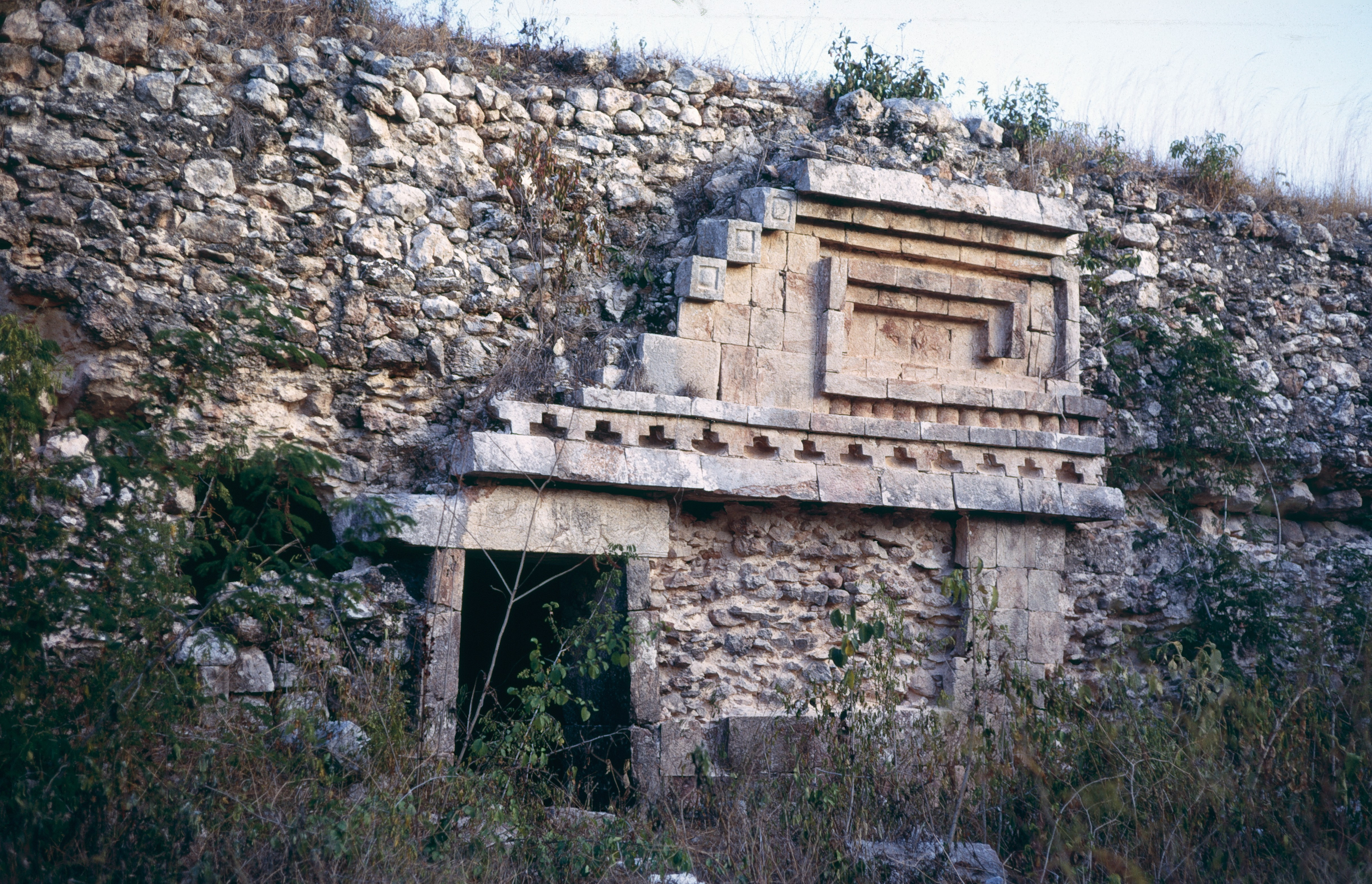
Кабах

Назва мовою мая означає «горбиста місцевість». Храми виглядають як палаци і у них багато кімнат. Поверх простих стін з гладкими фасадами мая створили вишукано декоровані фризи з геометричними візерунками, символікою величезних змій, невеликих повторюваних (хибних) колон, хатин і божеств. Деякі частини таких своєрідних «мозаїк» досягають у довжину 1 м і важать до 80 кг.
Є широке застосування круглих кам'яних колон із звужуючими посередині стовбурами і капітелями, що підтримують дверні прорізи. У храмів немає гребенів, їх замінила стіна на даху (так званий «летючий фасад»). У низці випадків арки використовувалися як кінець дороги.
Стиль характеризується переважанням горизонтальних ліній над вертикальними і стінами, зробленими з добре оброблених і підігнаних тонких каменів, що неглибоко проникають у тіло бутової кладки і утворюють подобу облицювання. Склепіння споруд робилося з суцільної бетоноподібної маси.
Основними містами створеними в цьому стилі є Ушмаль, Лабна, Кабах, Саїль, Ецна, Шлабпак.

### Стиль Ченес

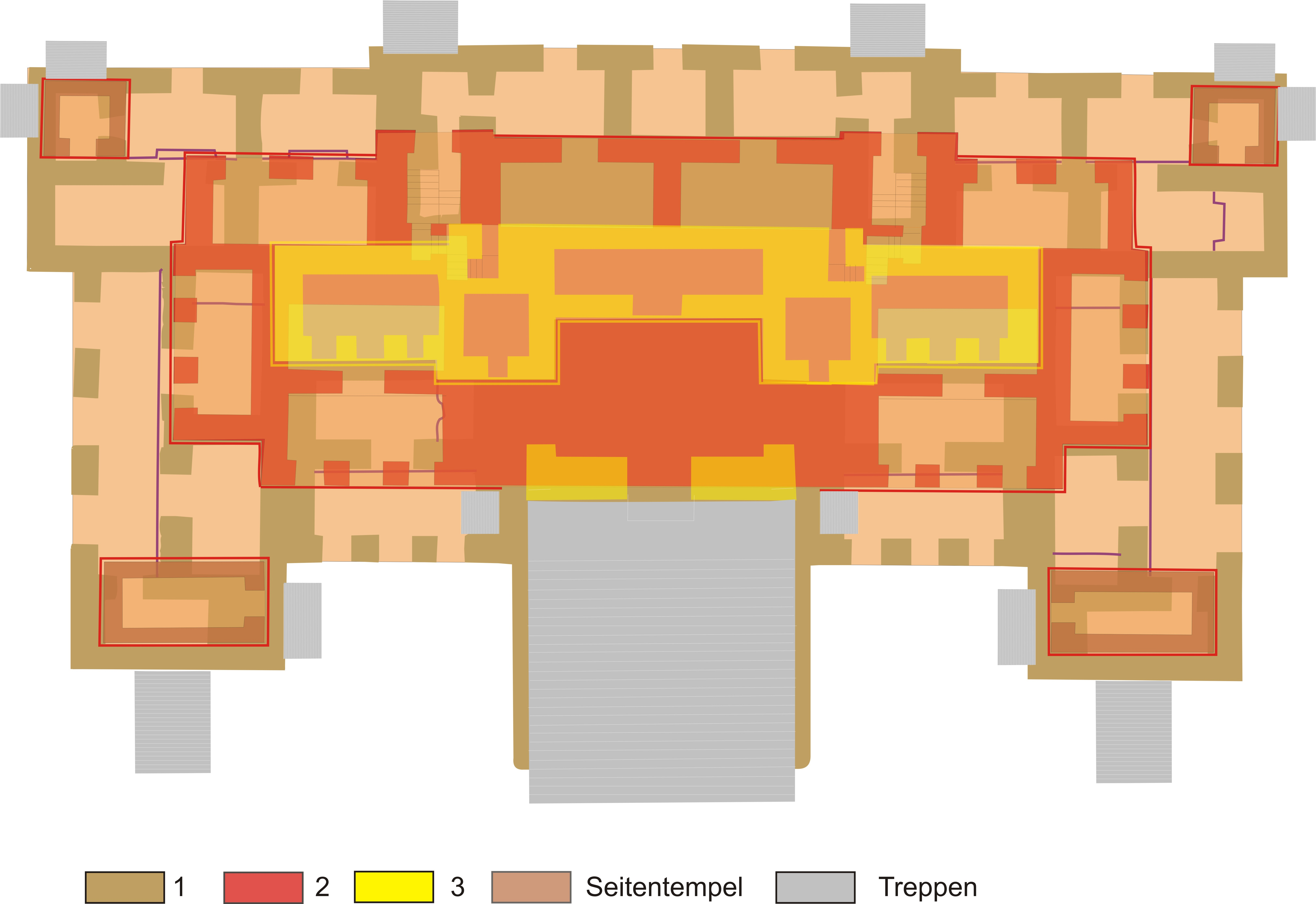
Санта-Роса-Штампак

Фасади будинків багато декоровані зміїними елементами і візерунками, що створюють зображення величезної маски бога дощу Чаака, у чиїй пащі розташовується вхід. Споруди будувалися на невеликих підставах і не містили колон. Гребені зустрічаються рідко. Стіни були побудовані з добре оброблених каменів.
Основні міста в цьому стилі — Хочоб, Чиканна, Ель-Табаскеньо і Санта-Роса-Штампак.

### Стиль Ріо-Бек

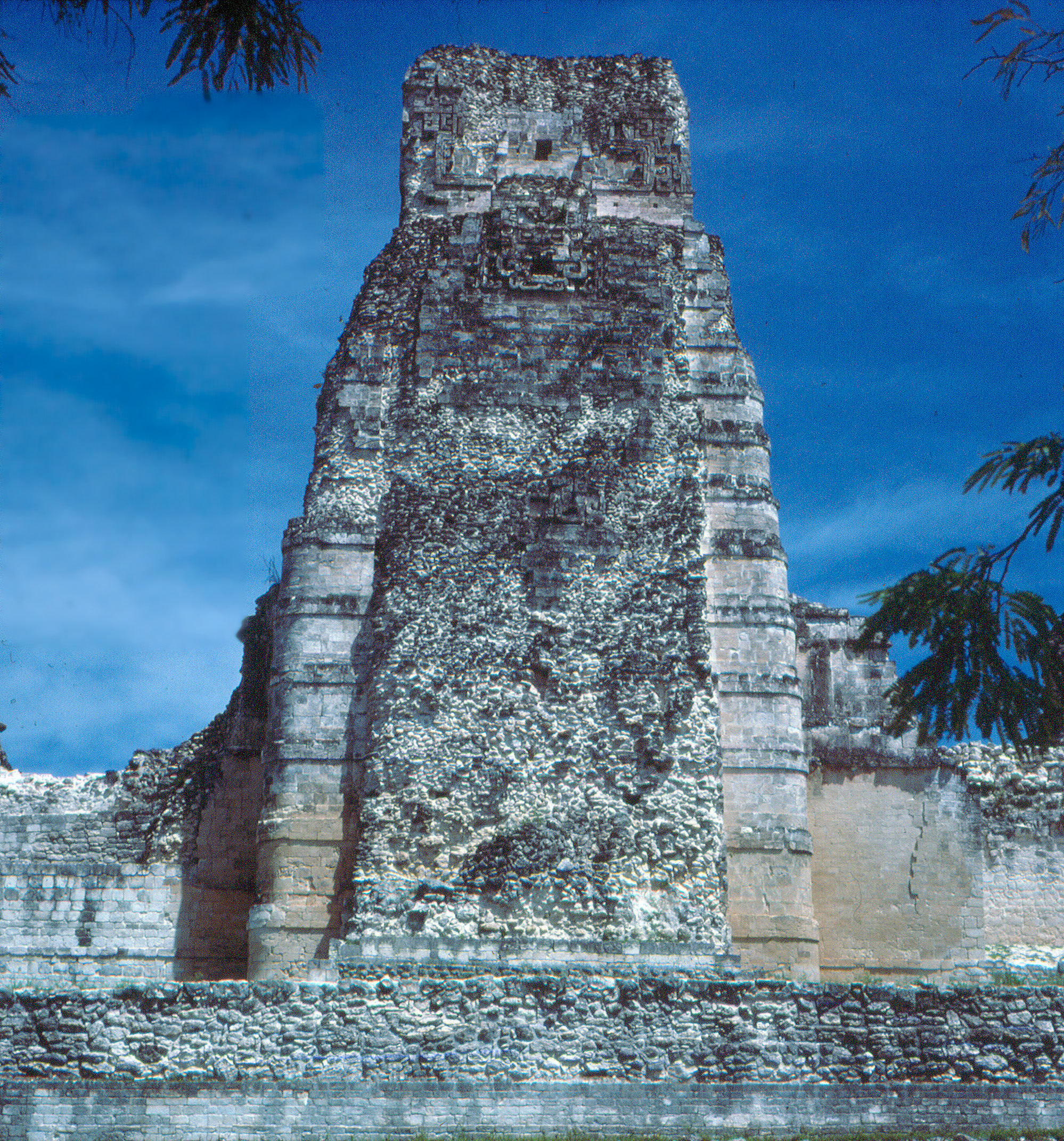
Шпухіль

На його формування вплинули стилі Петена і Ченес. Вплив Петена виразилося в масивних «покрівельних гребенях», крутих сходах і грубо зроблених плитах, з яких складалися внутрішні стіни. Вплив Ченес виразилося в ретельно оброблених каменях у зовнішніх стінах. Самій архітектурі Ріо-Бека була притаманна обробка високих фундаментів і будівель у формі стилобатів — зрізаних пірамід, що мали фігурні сходи.
Основні міста в цьому стилі — Орміґеро, Чиканна, Шпухіль та нещодавно знайдене місто Окомтун на території штату Кампече.

### Стиль Петен

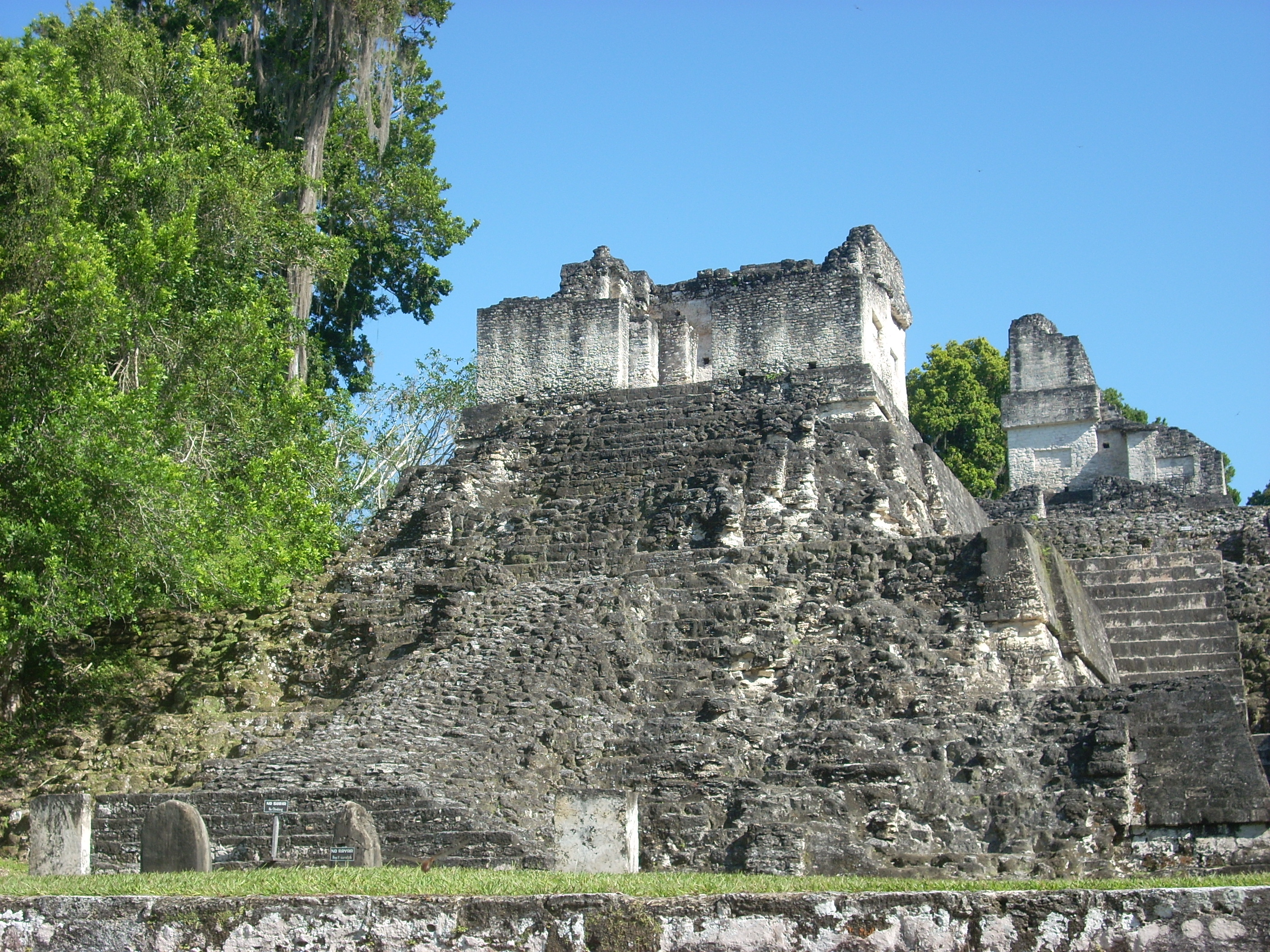
Тікаль

Стиль відомий своїми красивими і високими, доходять до 75-метрової висоти, пірамідами. Сходи у храмів також були дуже крутими. В основі спочатку йде невеликий укіс, потім вузьке вільний простір, а потім більший укіс зверху. У храмів широкі стіни з виступаючими і заглибленими секціями, і вузькі внутрішні приміщення (іноді не більше 1 м завширшки) з несправжнім зводом, а також зроблені з різьбленого дерева вхідні отвори. На вершинах храмів в продовження товстих (до 7 м) задніх стін підносяться великі гребені. Фактично храми представляли собою «фасадну» архітектуру, метою якої було призвести своїми розмірами враження на народ.
Поступово увійшло в традицію покривати насип шаром стукко, що надавало її контурам більшу чіткість і міцність. Застосування стукко для облицювання в свою чергу зробило можливим подальший розвиток форми основи, в результаті чого з'явилися стілобати зі складним профілем і карнизами.
Основні міста в цьому стилі — Тікаль, Вашактун, Шунантуніч, Ель-Мірадор, Уканаль, Яшха, Наранхо, Накум, Хольмуль, Шультун, Наачтун, Ушуль, Калакмуль.

### Мая-тольтекський стиль

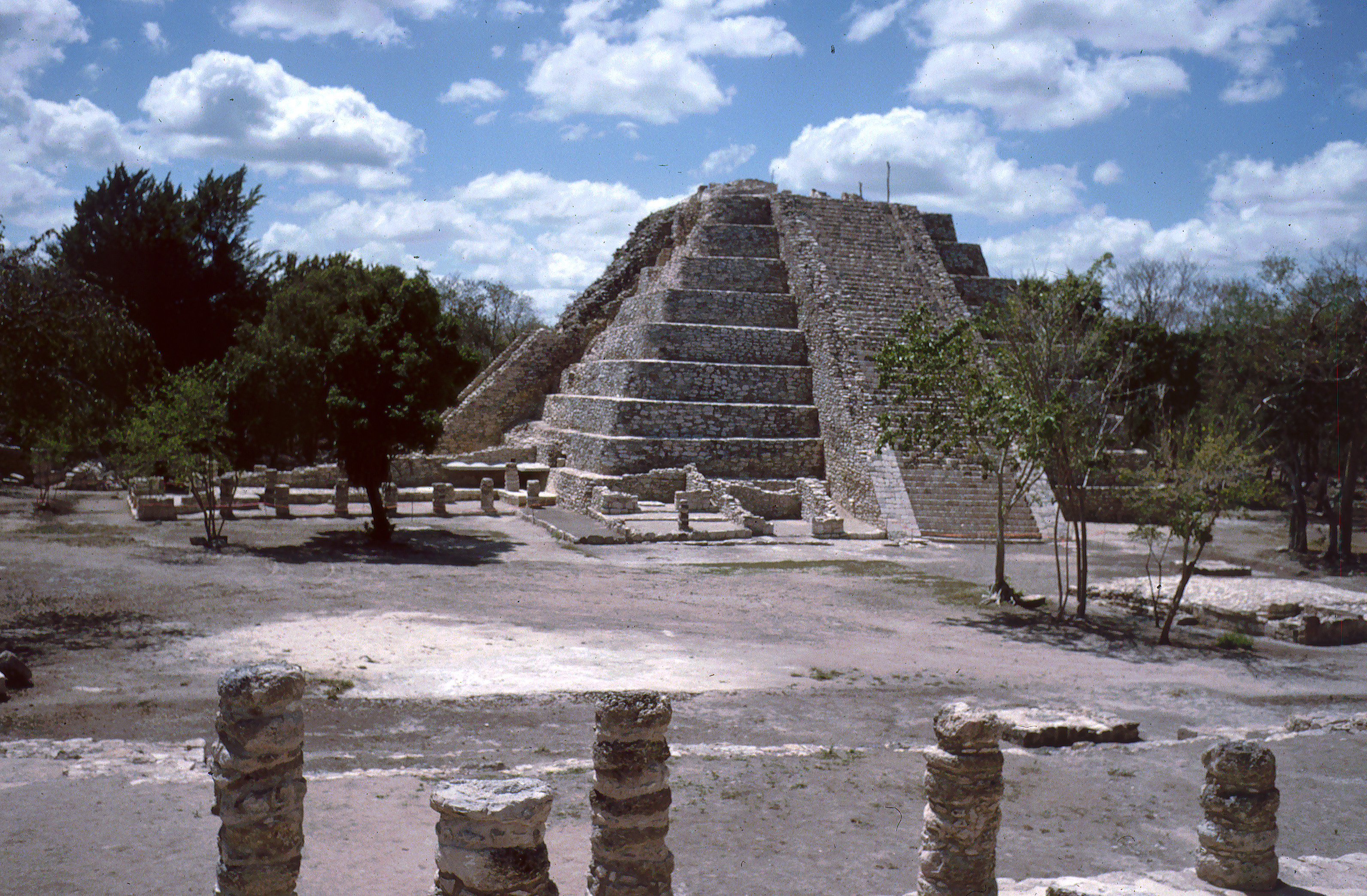
Маяпан

З Центральної Мексики в архітектуру мая було привнесено багато характеристик, зокрема, посвята головних храмів на честь бога Кукулькана, використання стилю талуд-таблеро, використання різьблених колон у вигляді змій, використання «атлантів», різьблені барельєфи вояків, а також церемоніальні платформи «цомпантлі», скульптури чак-моолів і круглі храми.
Основні міста в цьому стилі — Чичен-Іца, Маяпан.

### Стиль Кінтана-Роо

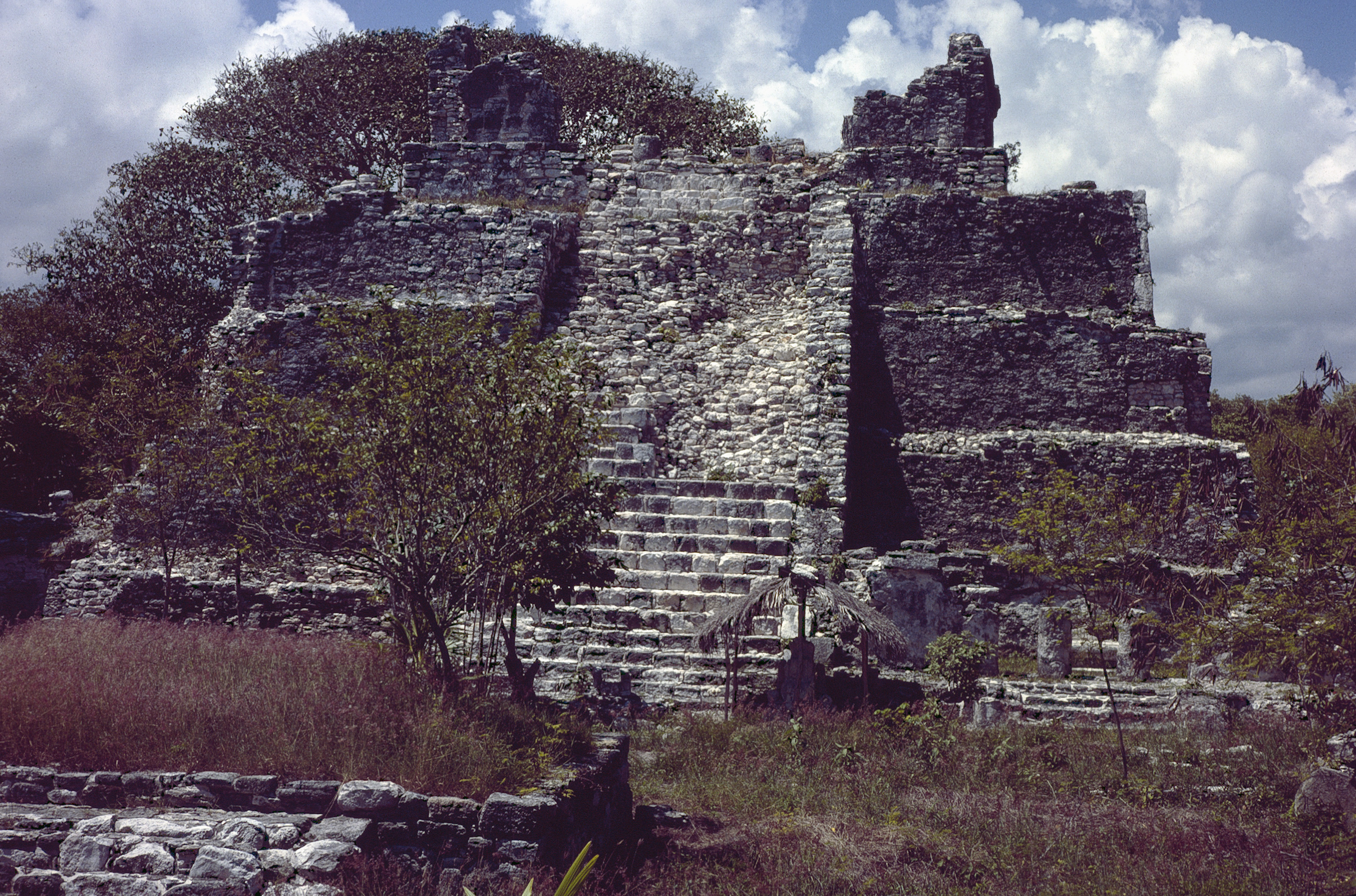
Ель-Меко

На мая узбережжя Мексиканської затоки відчутно вплинув центрально-мексиканський стиль (давній месоамериканський, теотіуаканський) в архітектурі, що призвело до створення своїх відмінних рис, які включають в себе: великі храми з внутрішніми колонами, пласкі дахи, підтримувані дерев'яними перекладинами, портики з циліндричними колонами і не сильно рознесені прітолоки. Карнизи обмежують фризи, у яких є ніші. Входи у храмів — трапецієподібні.
Основні міста в цьому стилі — Тулум, Ель-Рей, Сан-Гервасій і Ель-Меко.

### Стиль Паленке і Усумасінти

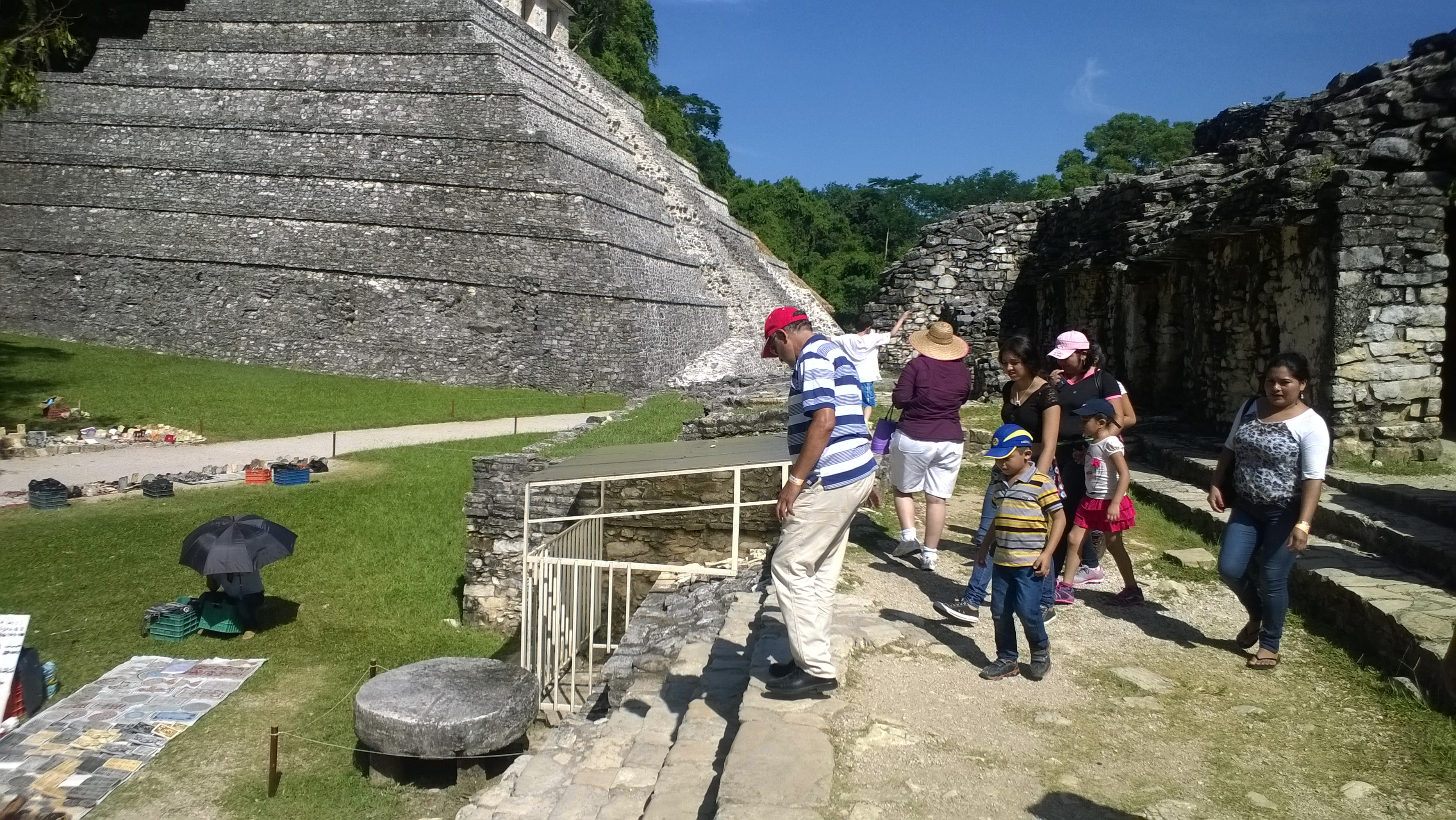
Паленке

Храми будувалися з вестибюлем, кімнатою з склепінчастою стелею і невеликим святилищем зі своєю власною дахом. Стіни були товстими, кімнати широкими, а похилі фризи з великими гребенями. Будівлі були добре декоровані вишуканими прикрасами. Особливостями архітектури Паленке були: портик з 3-5 виходами, козирок будівель далеко виступав вперед, покрівля була похила.
Основні міста в цьому стилі — Паленке, Помона, Яшчилан, Бонампак, Чинкультік, Сейбаль, Алтар-де-Сакріфісіос, Ель-Тортугеро.

### Стиль Ісапа

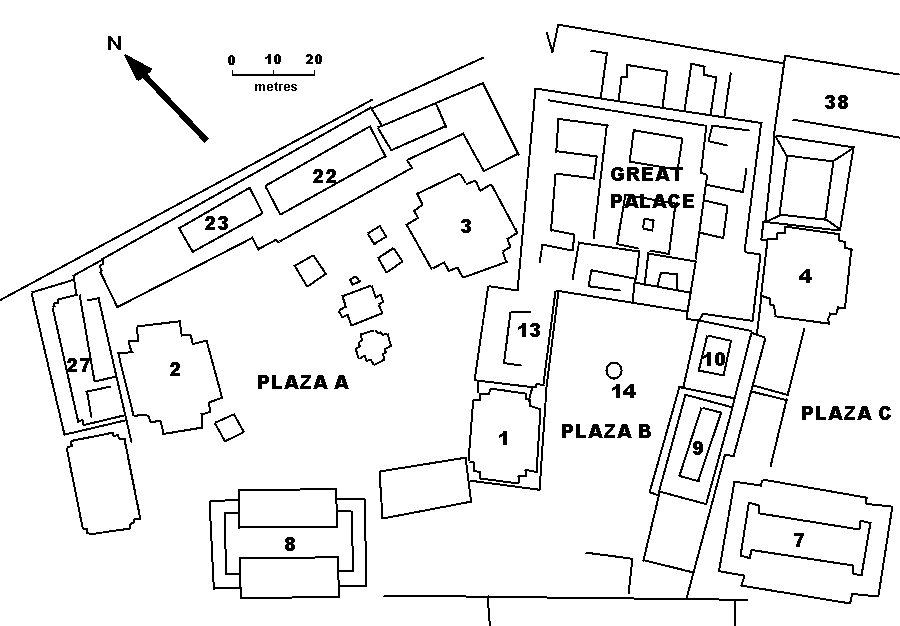
Ішимче

Архітектура мая з тихоокеанського узбережжя спочатку зазнала впливу ольмеків, а потім народів мексиканського нагір'я. Вона являє собою невеликі споруди і переважно кам'яні платформи, храмів з помилковим зводом там практично немає. Стиль характеризується вертикальними укосами, прикрашеними балюстрадами з боків сходів, храмами-близнюками і мізерної декорацією. Ядро будівель робилося із землі і кругляка, покриття — з глини.
Основні міста в цьому стилі — Ісапа, Камінальхую, Каґ'юп, Сакулеу і Ішимче.

### Стиль Мотагуа

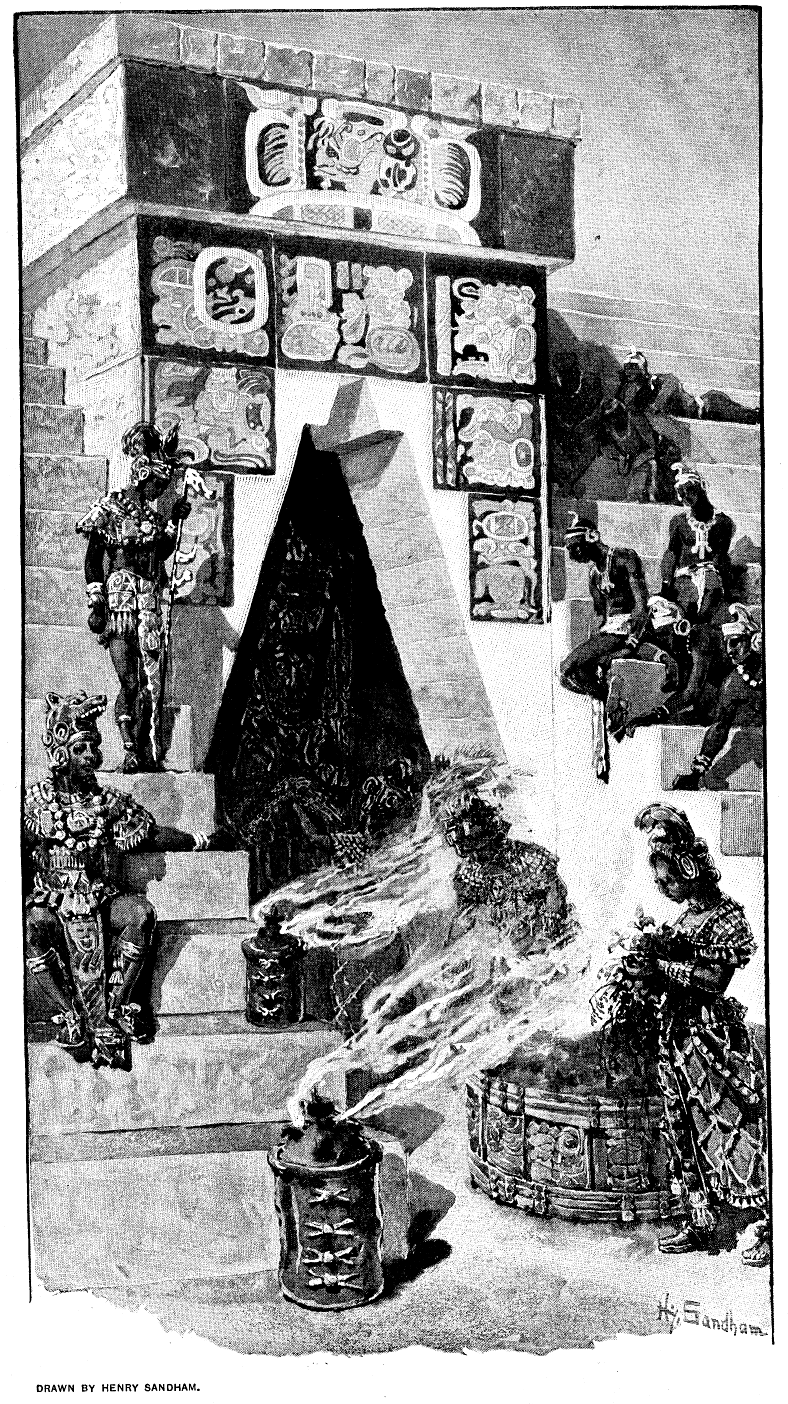
Копан

Піраміди будувалися на виступаючих підставах з вертикальною підтримкою. Сходи були покриті різьбленням з ієрогліфічним текстом. Стіни, фризи і гребені були декоровані. У містах зустрічається безліч вівтарів і стел, що представляли величезні скульптури.
Основні міста в цьому стилі — Копан, Кіригуа і Тасумаль.